# Allée couverte de Hérubé
L'allée couverte de Hérubé était une allée couverte située à Épône dans le département des Yvelines. Elle fut détruite lors de la construction de la ligne de chemin de fer entre Paris et Mantes-la-Jolie.

## Historique
Elle fut découverte au lieu-dit Hérubé en 1823 par le baron de Vincent, maire de Mézières. Il fouilla l'allée couverte avec l'aide d'Armand Cassan. La position exacte de l'allée reste imprécise mais elle était située à environ 1,400 m de la rive gauche de la Seine, à 300 m ou 400 m de l'allée couverte de la Justice et à moins d'un kilomètre de l'allée couverte du Trou aux Anglais. Elle fut détruite lors de la construction de la ligne de chemin de fer entre Paris et Mantes-la-Jolie.

## Description
Il n'existe aucun plan du monument mais Armand Cassan a publié un compte rendu de ses fouilles dans son inventaire de 1835. L'allée était orientée est-ouest, l'entrée étant placée à l'est. Selon le rapport de fouilles de Cassan, elle était composée d'une chambre  mesurant environ 9 m de long sur 2 m de large et de profondeur, délimitée par « un bâti en pierre grossière et en ciment de terre ». Le sol était dallé. L'ensemble était recouvert de cinq tables de couverture mesurant chacune environ 2,66 m de longueur sur 2 m de largeur et 0,66 m d'épaisseur.

## Couches archéologiques
Sous la couche de terre infiltrée (0,65 m d'épaisseur environ), les fouilleurs découvrirent trois couches d'inhumations recouvertes à chaque fois d'un lit de pierres plates (4 cm d'épaisseur environ) déposées successivement sur le sol dallé. Cassan estime le nombre d'inhumations à 32 par couches, mais il semble que ce nombre corresponde plus à un calcul théorique qu'à une observation réelle. Les crânes étaient disposés près des parois au nord et au sud. Hormis un crâne, tous les os découverts se brisèrent lors de leur extraction de la couche archéologique. Le mobilier funéraire se composait d'une hache-amulette polie en serpentine verte, de quelques débris constitués de la même pierre, de deux objets en os, d'un petit vase au style grossier du type « pot-de-fleur » de couleur noirâtre et de trois morceaux de fer.